# Ендогенні показники
Ендогенні показники (англ. endogenous indicators, рос. эндогенные показатели, лат. endogenous Indicatores, нім. endogene Indikatoren) — змінні, що є результатом функціонування мікро- або макроекономічної моделі. Вони формуються всередині моделі, є результатом перетворення моделлю екзогенних показників. Наприклад, для макроекономічного аналізу, це можуть бути величини заробітної плати, національного доходу, процентної ставки, рівня цін, інфляції, безробіття тощо.

## Загальна інформація
Створити модель, означає, не що інше, як знайти функцію, яка пов'язує ендогенні (внутрішні) та екзогенні (зовнішні) макроекономічні параметри. Ендогенні параметри — це змінні, які модель намагається пояснити. Вони формуються всередині системи.
Ендогенні величини — це показники, що складаються в середині моделі. Модель показує, як зміни екзогенних величин впливають на обміни ендогенних. Прикладом є функція споживання, що має вигляд:

С = f(Ді, Ж),
 
де С — величина сукупних споживчих витрат;
Ді — наявний дохід;
Ж — багатство.

У даному випадку Ді і Ж — екзогенні величини, а С — ендогенна величина.
Ця модель дозволяє досліджувати, як зміна наявного доходу або багатства, змінить величину споживчих витрат. Таким чином, споживання виступає як залежна функція, а наявний дохід і багатство — як незалежні величини. У різних моделях одна і та ж сама величина функція буває як екзогенною, так і ендогенною. Так, у моделі споживання, споживчими витратами (С) виступають, як ендогенна (залежна) величина, а у моделі сукупного попиту АД = С + I + О + Хn вони є екзогенною (незалежною) величиною, тобто змінною, яка визначає величину сукупного випуску та сукупного доходу.
Макроекономічні моделі включають екзогенні (зовнішні) змінні, величина яких встановлюється урядом, центральним банком, міжнародними організаціями і т. ін., та ендогенні (внутрішні) змінні, величина яких визначається в результаті побудови моделі. Модель показує, як зміна деяких екзогенних величин діятиме на ендогенні показники.
Наприклад, величина заробітної плати, національного доходу, процентної ставки, рівня цін, інфляції тощо.
Однак за допомогою таких узагальнених моделей визначається комплекс альтернативних способів управління динамікою рівнів зайнятості, випуску, інфляції, інвестицій, споживання, процентних ставок, валютного курсу та інших ендогенних економічних змінних, імовірні значення яких встановлюються в результаті рішення моделі.

## Взаємодія макроекономічних змінних

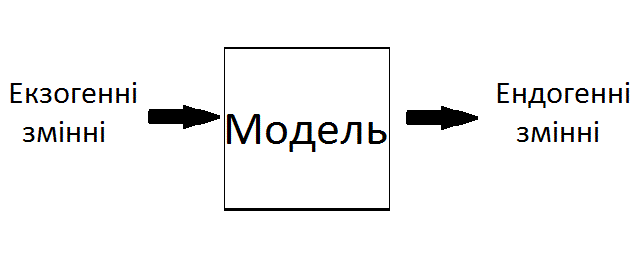
Взаємодія макроекономічних змінних

Дані змінні діляться на 2 групи: показники потоків і запасів.
- Потік — економічне поняття, що характеризує економічний процес, який відбувається безперервно і вимірюється в одиницях за певний період часу. Зазвичай в макроекономічних моделях заведено розглядати потоки продукції, витрат та доходів.
- Запас — макроекономічна величина, що застосовується для вимірювання певного показника на визначений момент часу чи певну дату.

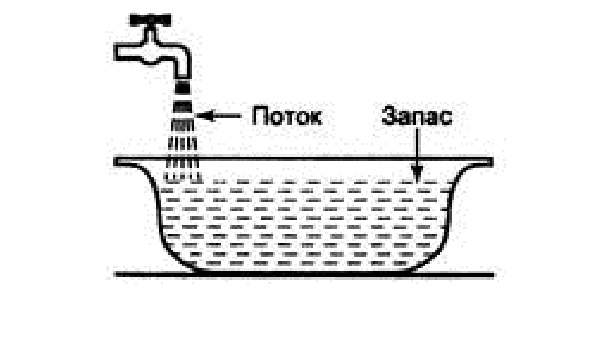
Потік і запас

Між запасами і потоками існує взаємний зв'язок. Їх динаміка взаємообумовлена.
Наприклад: майно споживача — запас, його доходи — потік, кількість безробітних — запас, кількість працівників, що втратили  роботу — потік, накопичений в економіці капітал — запас, обсяг інвестицій — потік, державний борг — запас, дефіцит бюджету — потік.
Запаси в макроекономіці — це своєрідний «басейн», а потоки — це «труби», що його наповнюють чи служать для «відливу» частини його вмісту.